# Pyramica trieces
Pyramica trieces är en myrart som först beskrevs av Brown 1960.  Pyramica trieces ingår i släktet Pyramica och familjen myror. Inga underarter finns listade i Catalogue of Life.